# Bộ Dương nhị tiên
Bộ Dương nhị tiên (danh pháp khoa học: Gunnerales, đồng nghĩa: Myrothamnales Reveal, Myrothamnanae Takhtadjan) là một bộ trong thực vật có hoa. Trong hệ thống APG II năm 2003 người ta coi nó chứa hai chi là Gunnera và Myrothamnus. Cả hai chi này cũng có thể coi là nằm trong cùng một họ là họ Gunneraceae hoặc là hai họ tách rời (Gunneraceae và Myrothamnaceae). Đây là một nhóm kỳ lạ. Gunneraceae (40-50 loài) và Myrothamnaceae (2 loài) trông rất khác nhau; một bên là các cây thân thảo lớn ưa ẩm vừa phải, trong khi nhóm kia là các cây bụi trong các môi trường khô cằn. Trong nhóm đầu tiên, các mô tuyến muối phát triển mạnh và các chất nhầy (hay có thể là lắc dạng nhựa) được tiết ra, trong khi ở nhóm thứ hai thì các mô tuyến muối kém phát triển và cây tiết ra nhựa. Cả hai nhóm đều có các hoa với ít bao hoa, nhưng các đặc điểm của phấn hoa v.v, là khác nhau (Zavada & Dilcher 1986; Wanntorp và ctv., 2004). Vì thế, mặc dù có một tùy chọn về việc gộp họ Myrothamnaceae vào trong họ Gunneraceae của APG II (2003), nhưng cả hai họ này đều nhỏ và là các họ đơn chi, dường như cách tốt nhất là để riêng rẽ hai họ này (Wilkinson, 2000) và điều này đã được duy trì trong hệ thống APG III năm 2009. Các loài trong bộ này phân bổ rải rác trên các đảo vòng quanh khu vực nam Thái Bình Dương, Nam Mỹ, châu Phi đại lục và Madagascar.

## Phân loại
- Gunneraceae: 2 chi, khoảng 40-50 loài
- Myrothamnaceae: 1 chi, khoảng 2 loài.

Trong hệ thống Cronquist (1981) Gunneraceae được đặt trong bộ Haloragales còn Myrothamnaceae nằm trong bộ Hamamelidales.
Mặc dù bộ Gunnerales đã được đặt trong nhóm thực vật hai lá mầm thật sự phần lõi (core eudicots) trong cả APG I lẫn APG II (1998, 2003), nhưng website của APG đã từng loại bỏ nó ra khỏi nhóm này do các đặc trưng hình thái hoa chủ yếu của nó được chia sẻ rộng hơn so với nhóm đang xem xét (plesiomorphy). Hiện tại APG III và trang web của APG lại xếp nó vào nhóm thực vật hai lá mầm thật sự phần lõi.
Nhóm thân cây trong cây phát sinh loài của bộ Gunnerales có niên đại khoảng 115 - 112 triệu năm trước (Ma), còn niên đại của nhóm chỏm cây là khoảng 90 - 55 Ma (Anderson và ctv. 2005).